# Christo Jassenow

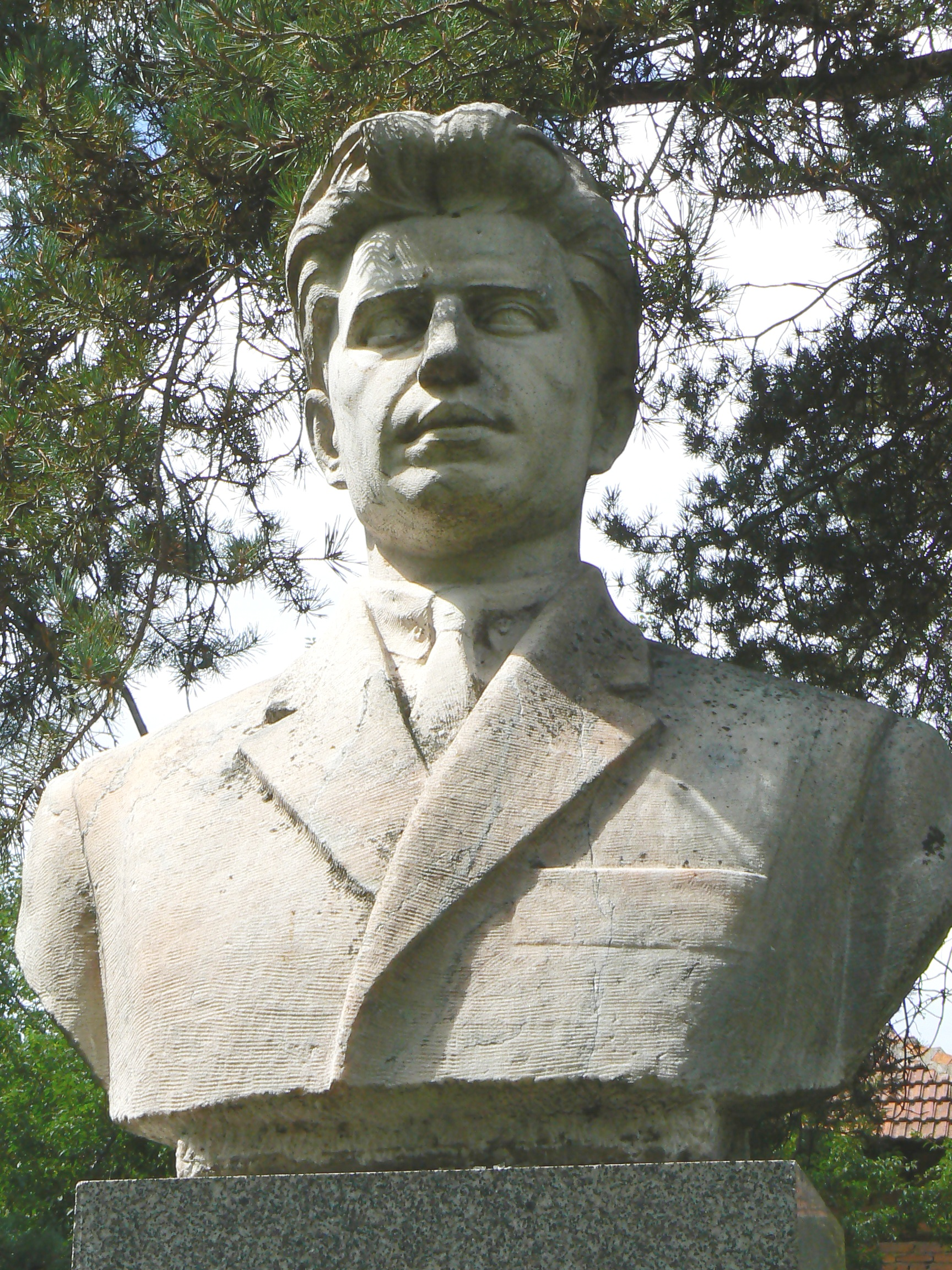
Christo Jassenows Denkmal in Etropole

Christo Jassenow (bulgarisch Христо Ясенов, Pseudonym von Christo Pawlow Tudscharow, bulgarisch Христо Павлов Туджаров; * 24. Dezember 1889 in Etropole, Bulgarien; † April 1925) war ein bulgarischer symbolistischer Dichter.

## Werdegang
1909 lernte er Anton Straschimirow kennen, welcher von Tudscharows Werken begeistert war. Ihm hat er auch sein Pseudonym Christo Jassenow zu verdanken.
1919 wurde er Mitglied der Bulgarischen Kommunistischen Partei (BKP). Nach dem Septemberaufstand 1923 wurde er Mitglied der Hilfskommission für die vom Aufstand Betroffenen der BKP und verfasste ihre Broschüren. Er wurde wegen seiner Parteitätigkeit verfolgt. Nach den Geschehnissen im April 1925 (der Anfang des weißen Terrors in Bulgarien, der dem Bombenanschlag auf die Kathedrale Sweta Nedelja folgte) verschwand Christo Jassenow „spurlos“ – er wurde ermordet.
Noch heute gibt es den Christo-Jassenow-Platz in Sofia, wo sich die Boulevards Arsenalski (vormals Wlado Georgiew genannt), Tscherni Wrach und Sweti Naum (vormals Trajtscho Kostow genannt) kreuzen.

## Werke
Seine erste Gedichtsammlung Ritterschloß (bulgarisch Рицарски замък, 1921) ist vom Symbolismus geprägt, aber einige der nach der Oktoberrevolution verfassten Gedichte (Durch die Granitzäune, bulgarisch През гранитните огради, 1919; Sakana, bulgarisch Закана, 1919; Petrograd, bulgarisch Петроград, 1920) standen der Kunstauffassung des Realismus nahe. Zusammen mit Krum Kjuljakow gründete und redaktierte Jassenow die Zeitschrift Tscherwen Smjach (bulgarisch Червен смях, Rotes Gelächter), in der Christo Smirnenski viele seiner Gedichte veröffentlichte. Jassenow schrieb humorvolle Verse und Feuilletons, in denen er die Bourgeoisie scharf geißelte, die Politik der BKP befürwortete und die Oktoberrevolution in Russland unterstützte.

## Bibliographie
- Христо Ясенов, Съчинения, С., 1965, под редакцията на М. Николов